# الاتحاد السعودي للرياضات البحرية والغوص
الاتحاد السعودي للرياضات البحرية والغوص، هو الجهة الراعية للرياضات البحرية والغوص في المملكة العربية السعودية، يرأسه الأمير سلطان بن فهد بن سلمان آل سعود، وتشرف عليه وزارة الرياضة، تأسس في عام 1998، كاتحاد يختص بالرياضات البحرية فقط، ثم دمج معه الاتحاد السعودي للغوص في عام 2018، وفي نفس العام وقع الاتحاد مذكرة تفاهم مع مدينة الملك عبدالله الاقتصادية، تنص على استضافة الفعاليات البحرية والغوص وإقامة السباقات والرياضات البحرية المختلفة.